# Wasserturm (Großhesselohe)

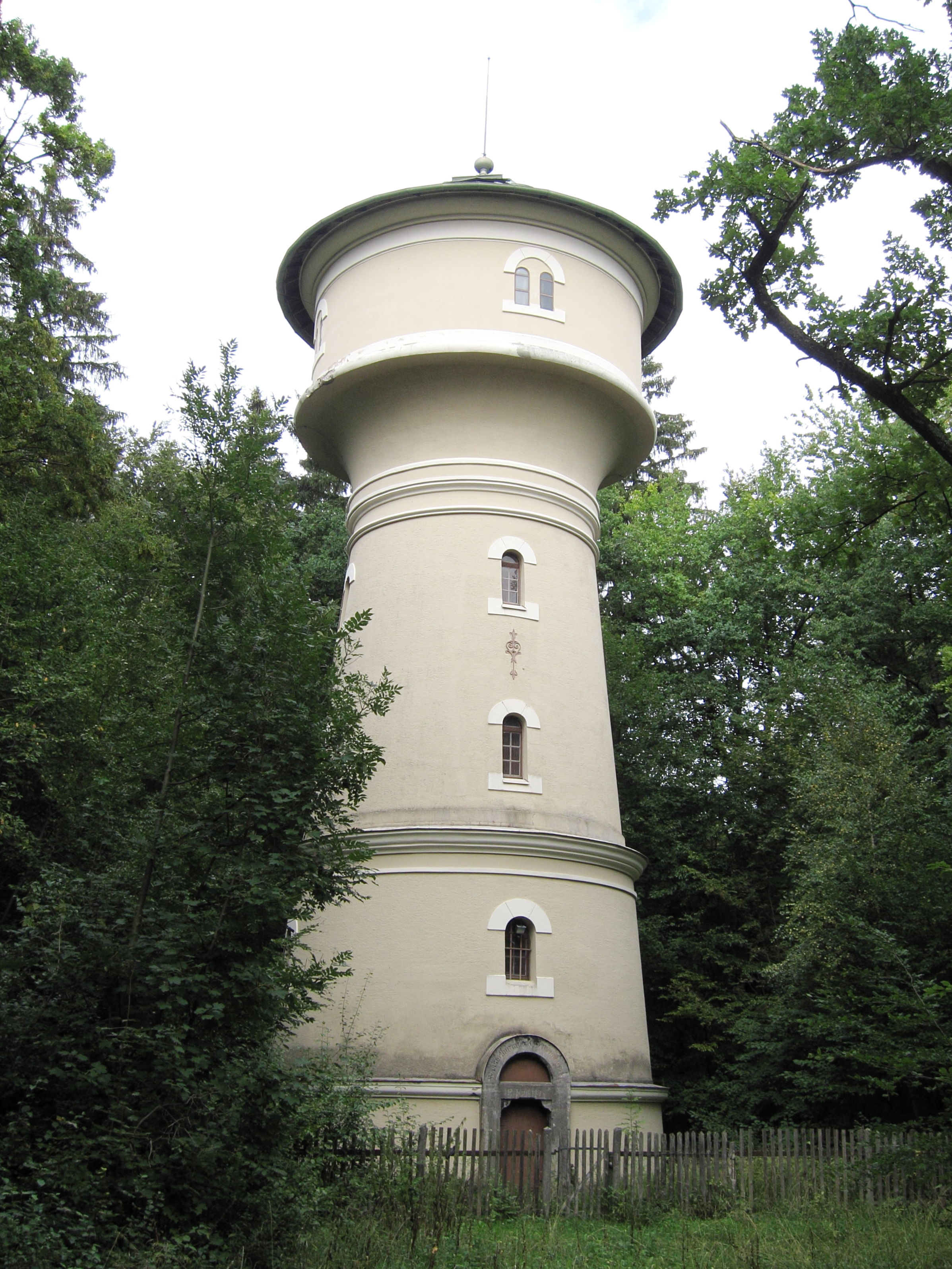
Der Wasserturm in Großhesselohe

Der Wasserturm Großhesselohe ist ein Wasserturm in Großhesselohe, einem Ortsteil der oberbayerischen Gemeinde Pullach im Isartal im Landkreis München. Das Bauwerk ist als Baudenkmal in die Bayerische Denkmalliste eingetragen.

## Beschreibung
Der Wasserturm liegt in einem Waldstück auf dem Isarhochufer in der Nähe der Waldwirtschaft Großhesselohe auf eine Höhe von 574 m ü. NHN. Er wurde 1898 durch die Königlichen Hofbrunnwerke München errichtet. Ursprünglich wurde Quellwasser aus dem Isarhang gefasst und von einem unterhalb der Waldwirtschaft am Fuß des Hangs gelegenen Brunnhaus in den Wasserturm hinauf gepumpt.
Der Wasserturm ist ein Rundturm mit einem Basisdurchmesser von etwa acht Metern. Er ist durch umlaufende Gesimse horizontal gegliedert und trägt eine Turmkanzel mit einem Kegeldach.